# 靖州 (唐朝)
靖州，中国唐朝时设置的州。
武德五年（622年），李大亮安抚江南，以洪州高安县置靖州。治所在高安县（今江西省高安市）。下辖高安县、华阳县（今江西省高安市灰埠镇）、望蔡县（今江西省上高县敖阳街道）。武德七年（624年），米州并入靖州，并改名筠州，米州原辖宜丰县（今江西省宜丰县天宝乡）、阳乐县（今江西省宜丰县棠浦镇）。武德八年（625年）废筠州及其属县，高安县改属洪州。
靖州刺史
- 应智顼（622年—624年）